# Válvula de pneu
Uma válvula de pneu é um dispositivo que visa possibilitar o enchimento destes com ar ou outro gás a alta pressão. Vulgarmente chamado "pipo". Existem quatro tipos de válvulas de pneus: A Schrader (válvula de carro), a válvula Dunlop (válvula alemã), a válvula Sclaverand (válvula francêsa) e a válvula Regina (válvula italiana).

## Válvula Schrader
A válvula Schrader foi inventada por um imigrante alemão nos Estados Unidos, August Schrader, que tinha criado um negócio de artigos de borracha em Manhattan perto da firma de vulcanização de Charles Goodyear. O acaso desta proximidade e do negócio comum levou a que se conhecessem e a que, em 1845, Schrader tenha iniciado o fornecimento de válvulas de ar para os pneus Goodyear. Finalmente em 1898 August Schrader e o seu filho George registaram a patente da sua válvula.

### Constituição
Uma válvula de pneus é constituída por um pequeno corpo de forma cilíndrica que é fixo ao pneu ou câmara de ar por uma porca , no interior do qual se encontra um suporte metálico roscado com uma haste possuindo um obturador de forma cónica que, pressionado por uma mola assente na base dessa haste mantém a válvula fechada.
A entrada da válvula é protegida por uma tampa roscada.

### Funcionamento
Em posição normal a válvula encontra-se fechada graças à força da mola que pressiona o obturador sobre um ressalto interno impedindo a saída de ar.
Quando se injecta ar a alta pressão a força exercida pelo seu fluxo vence a força de retenção da mola e permite a entrada deste para o interior do pneu ou câmara de ar.
Para libertar ar do pneu basta pressionar manualmente a haste da válvula.
Quando se procede à medida da pressão dos pneus através de um manómetro, o dispositivo no extremo da mangueira destes pressiona a haste central da válvula de forma a poder determinar a pressão no interior do pneu.

### Aplicação
A válvula Schrader é utilizada em pneus sem câmara de ar, sendo aplicada através de um orifício na jante, bem como em câmaras de ar de pneus de automóvel ou bicicleta em que é aplicada através da borracha destes pneus.

## Duração e manutenção
Atendendo às elevadas forças a que são sujeitas resultantes da rotação dos pneus, os fabricantes aconselham a substituir as válvulas sempre que se proceda à substituição dos pneus.

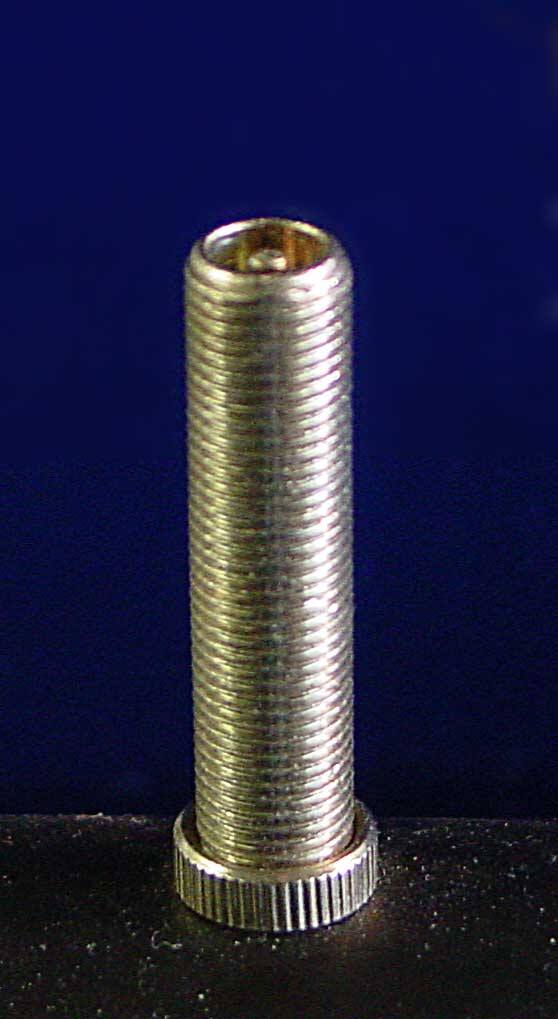
Vávula Schrader
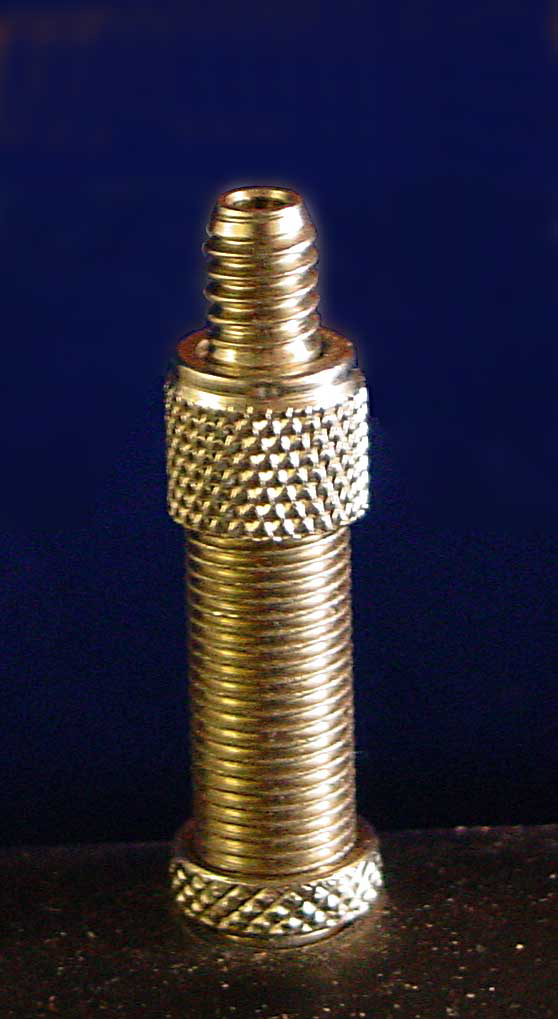
Vávula Dunlop
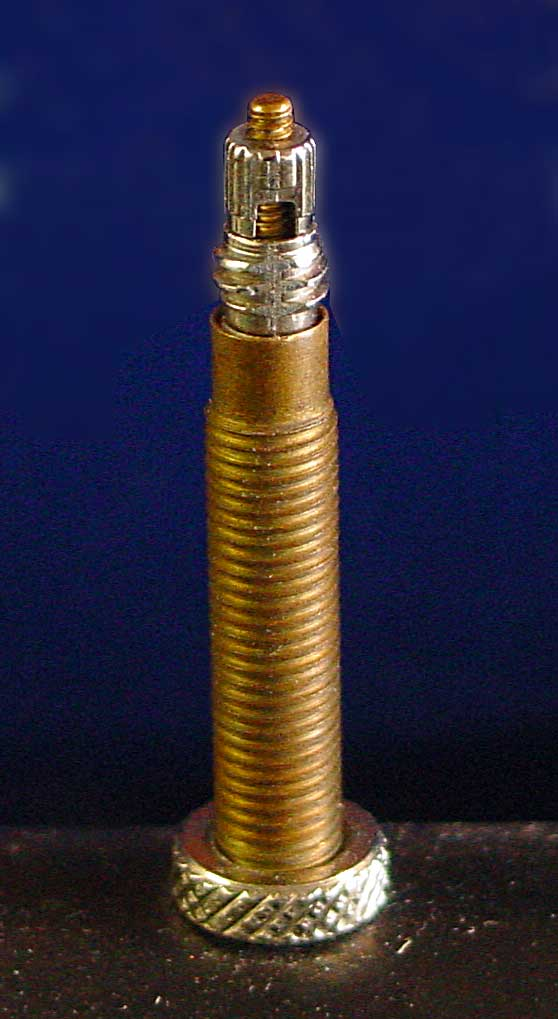
Vávula Sclaverand
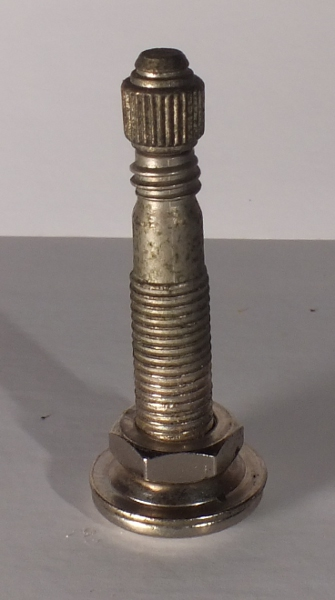
Vávula Regina
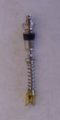
Vávula Schrader largo
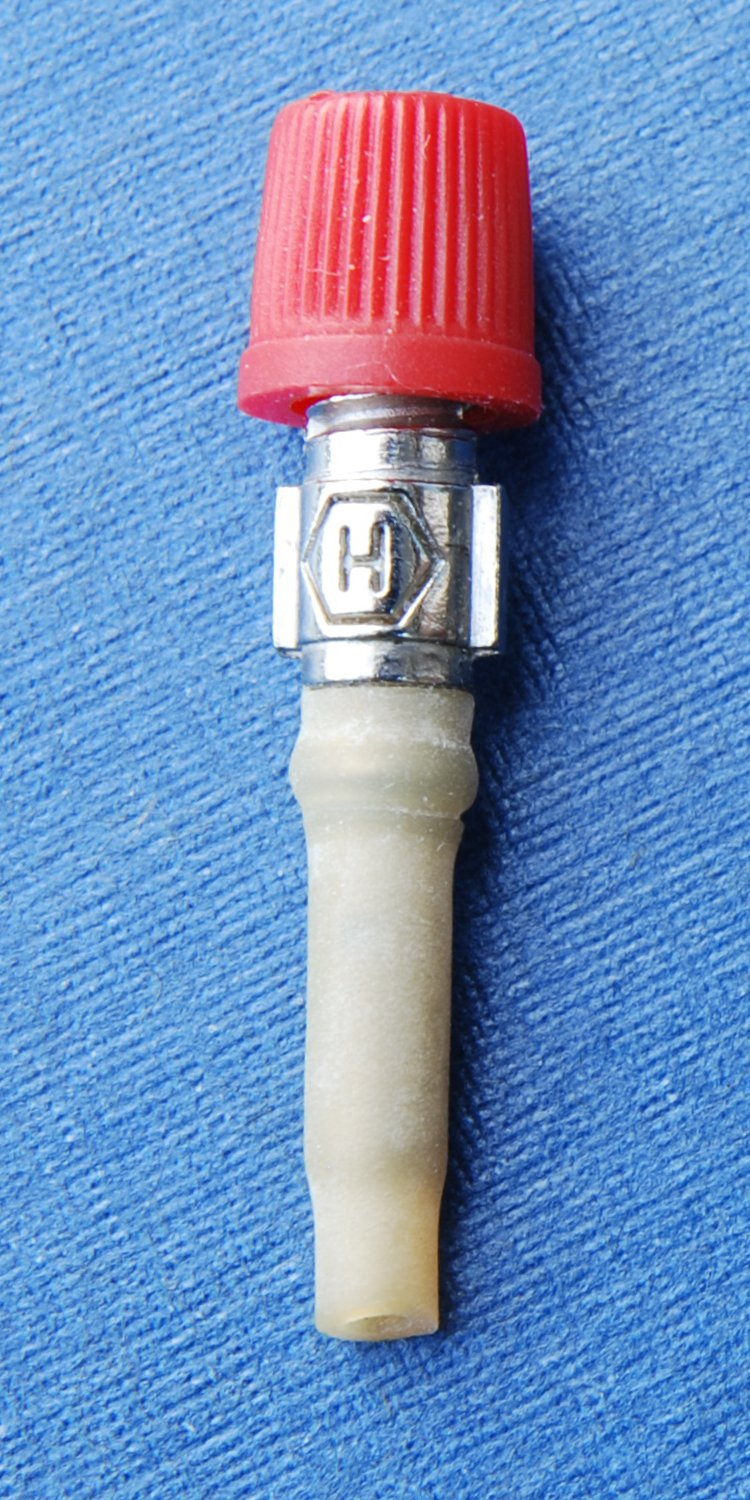
Vávula Dunlop con manguera
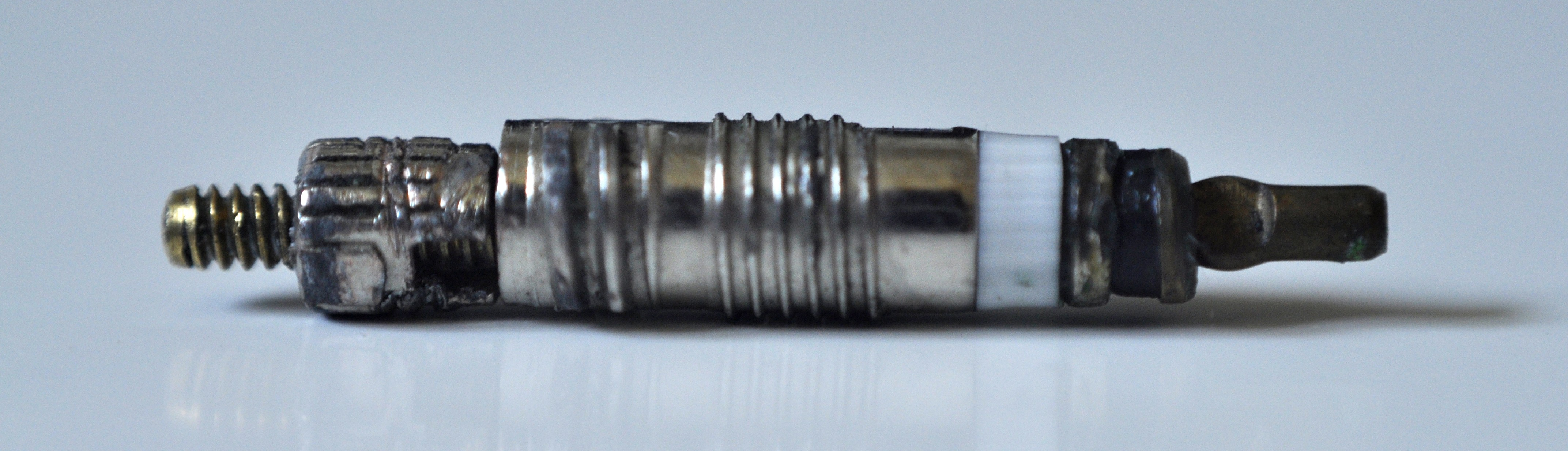
Vávula Sclaverand
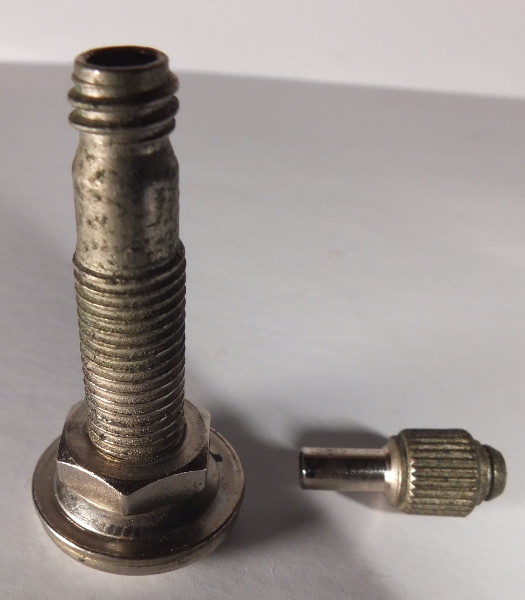
Vávula Regina
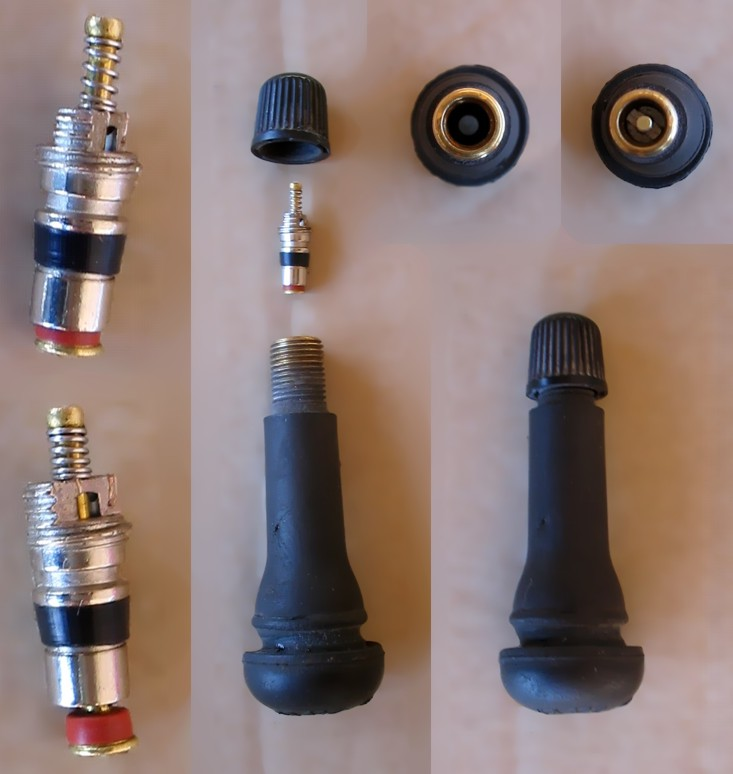
Vávula Schrader
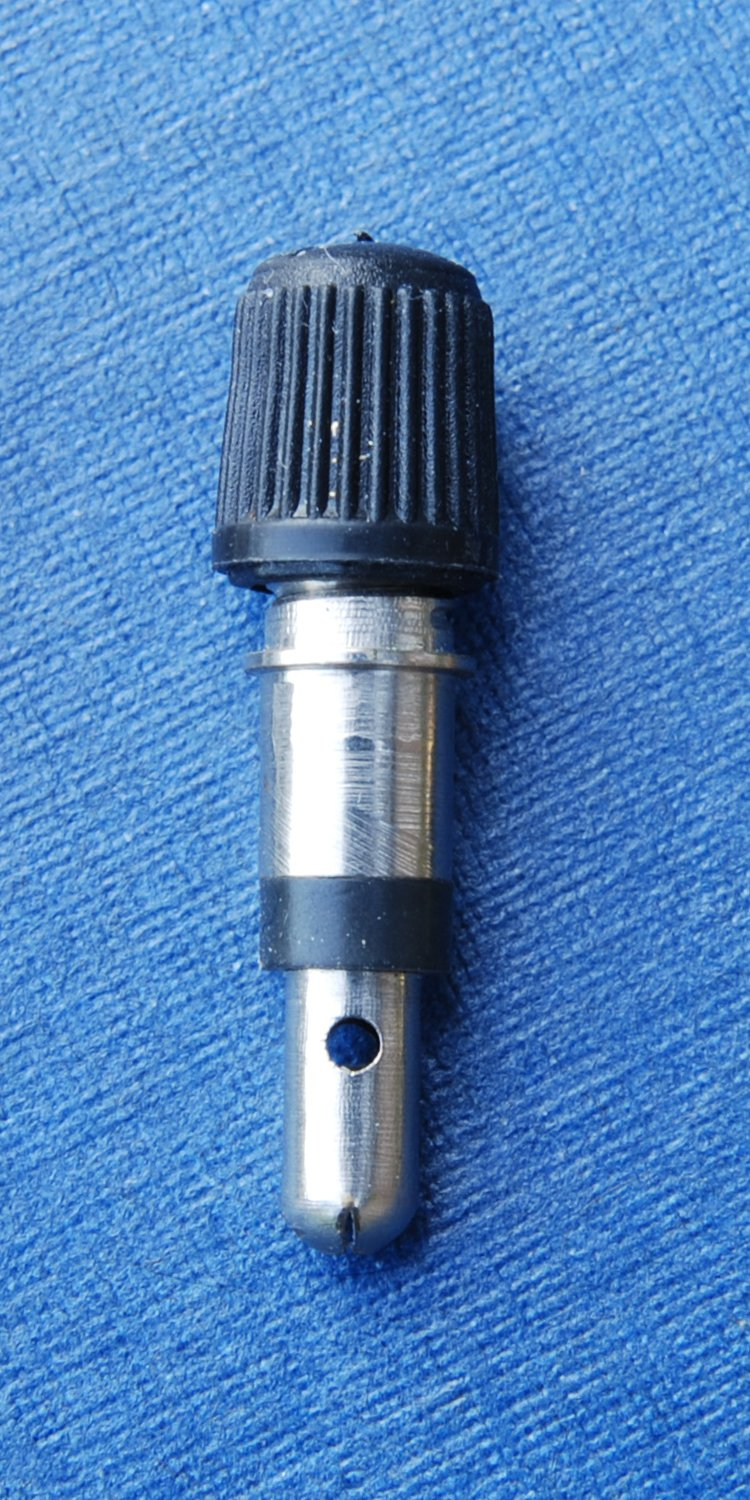
Vávula Dunlop con bola (Vávula rapidamente)
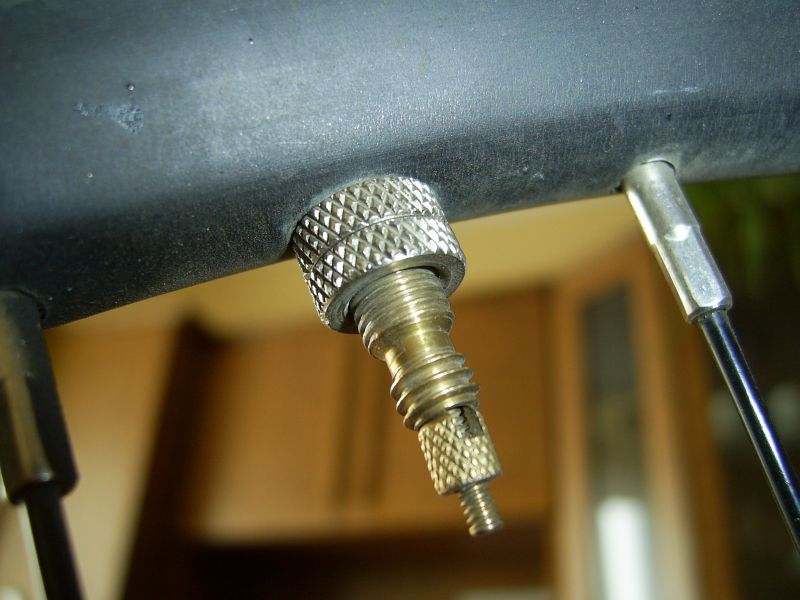
Vávula Sclaverand
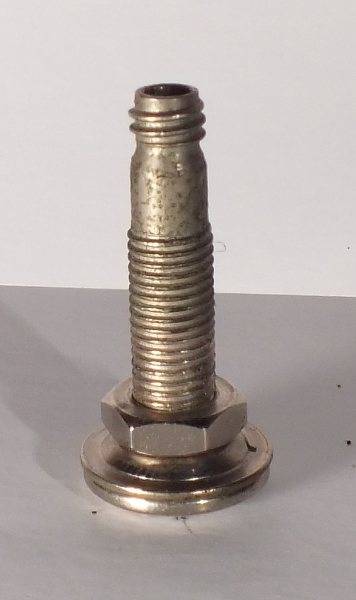
Vávula Regina
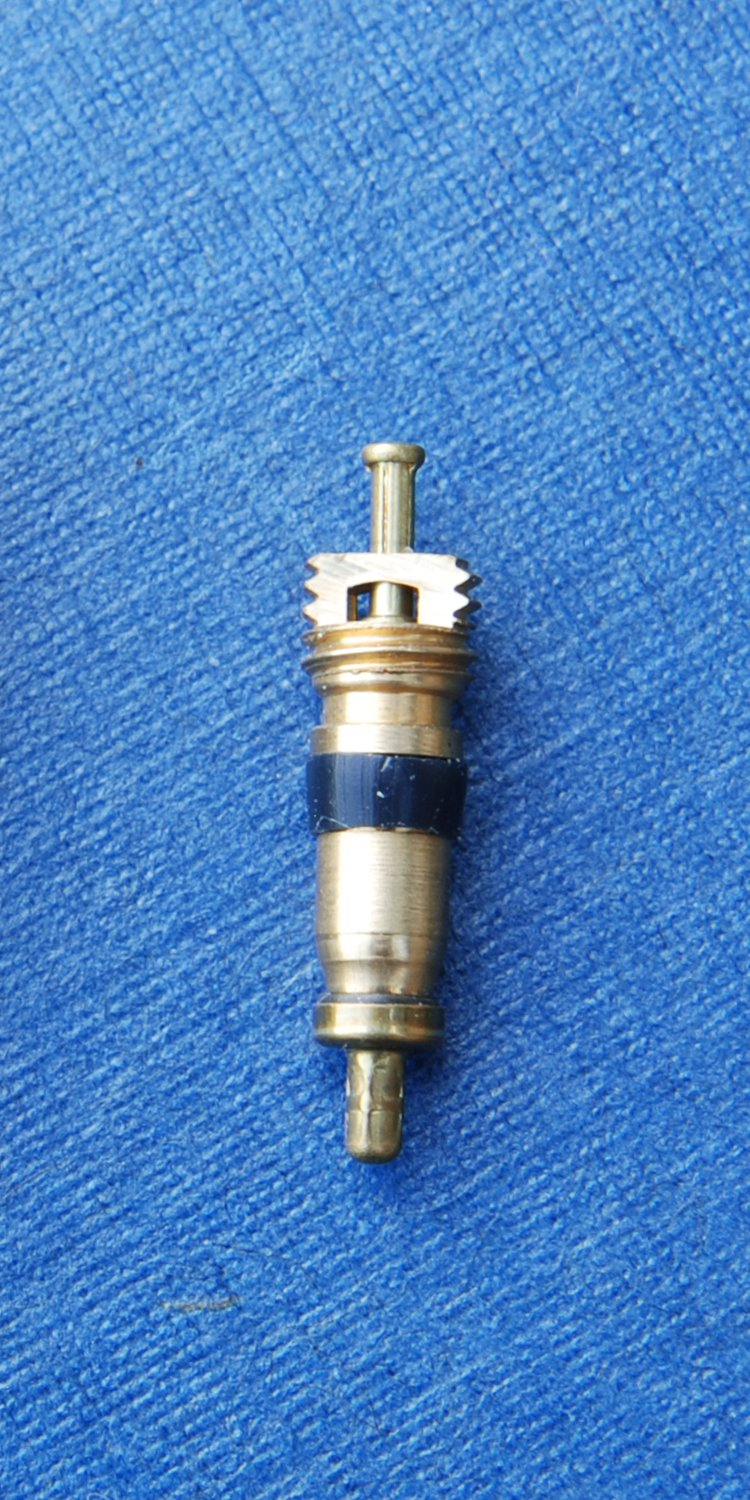
Vávula Schrader corto
Vávula Dunlop
Vávula Dunlop
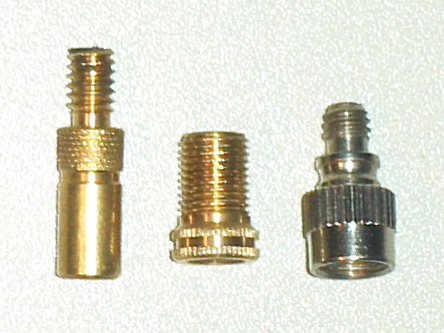
adaptador